# À l'Olympia (Alan Stivell)
| Recensione | Giudizio |
| ---------- | -------- |
| AllMusic   |          |

À l'Olympia è un album registrato dal vivo presso il teatro Olympia di Parigi nel 1971 e pubblicato nel 1972 dal cantautore folk bretone Alan Stivell per l'etichetta Fontana. L'edizione in CD è uscita con un diverso titolo: Olympia Concert.
La formazione che è salita sul palco era composta oltre che da Stivell, che ha suonato l'arpa celtica, la cornamusa e il flauto, da Dan Ar Braz, Gabriel Yacoub e Michel Santangeli.
I brani sono quasi tutti traditional bretoni o irlandesi riarrangiati in chiave folk rock con alcune parti dei brani cantate in francese.
L'album all'epoca ha ottenuto un importante successo commerciale (oltre un milione e mezzo di copie in diversi paesi).

## Tracce
Tra parentesi l'autore.

### Lato A
1. The Wind Of Keltia (Alan Stivell, Steve Waring) - 3:42
2. An Dro (Trad. Bretone) - 3:07
3. The Trees They Grow High (Irish Trad.) - 3:04
4. An Alarc'h (Trascrizione di Barzaz Breiz – Théodore Hersart de la Villemarqué) - 2:25
5. An Durzhunel (Trad. bretone) - 3:23
6. Telenn Gwad (Trad. bretone)/The Foggy Dew (Trad. irlandese) - 3:57

### Lato B
1. Pop-Plinn (Trad. bretone) - 3:37
2. Tha Mi Sgith (Trad. Isole) - 4:22
3. The King Of The Fairies (Trad. irlandese) - 3:20
4. Tri Martolod (Trad. bretone) (Vro Vigouden) - 4:27
5. Kost Ar C'Hoad (Trad. bretone) - 3:54
6. Suite Sudarmoricaine (Trad. bretone) - 3:29

## Musicisti
- Alan Stivell - voce, arpa celtica, flauto irlandese, bombarda
- Alan Stivell - arrangiamenti
- Gabriel Yacoub - chitarre, dulcimer, banjo, accompagnamento vocale
- René Werneer - fiddle
- Pascal Stive - organo
- Gerard Levasseur - basso
- Henri Delagarde - violoncello, flauto, bombarda
- Dan Ar Braz - chitarra elettrica
- Michael Klec'h - flauto, bombarda
- Michel Santangeli - batteria
- Serj Parayre - percussioni[6]